# Argyrocytisus battandieri
Genre
Espèce
Synonymes
- Adenocarpus battandieri (Maire) Talavera[3]
- Cytisus battandieri Maire[2] [3] [4]

Argyrocytisus battandieri, le genêt ananas, est une espèce de plantes à fleurs dicotylédones de la famille des Fabaceae, sous-famille des Faboideae, endémique du Maroc. C'est l'unique espèce acceptée du genre Argyrocytisus (genre monotypique).
C'est un arbuste pouvant atteindre 3 mètres de haut, aux feuilles trifoliées et aux fleurs papilionacées de couleur jaune à l'odeur caractéristique d'ananas, groupées en grappes dressées.
Cette espèce est utilisée comme plante d'ornement. Au Royaume-Uni, le cultivar ‘Yellow Tail’ a été récompensé par le « prix du mérite horticole » (Award of Garden Merit) décerné par la Société royale d'horticulture (RHS).